# Walter Hollweg

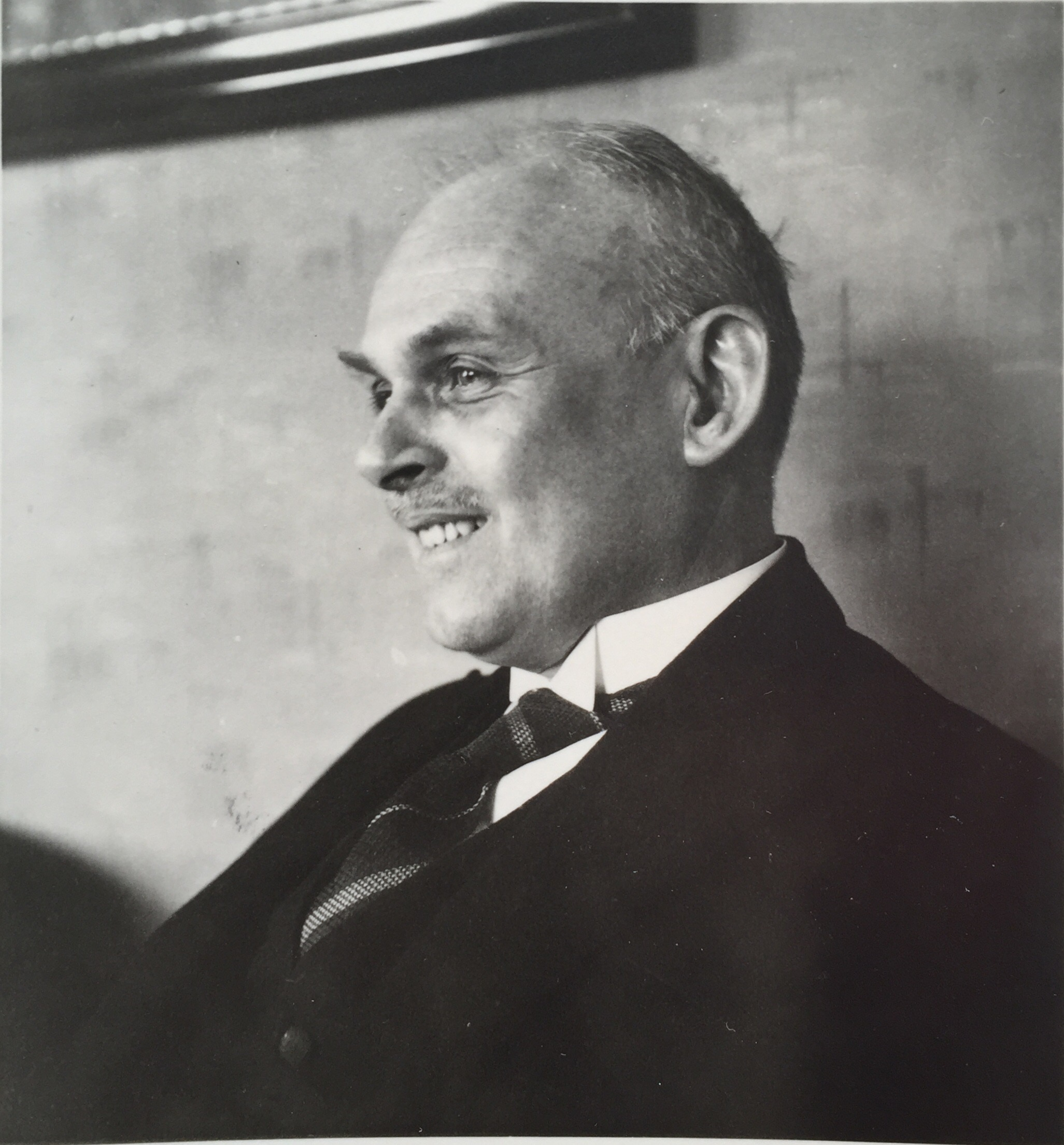

Walter Hollweg (* 23. Mai 1883 in Mönchengladbach, Nordrhein-Westfalen; † 23. April 1974 in Emden, Ostfriesland, Niedersachsen) war ein deutscher reformierter Theologe und Landessuperintendent der Evangelisch-reformierten Landeskirche der Provinz Hannover (später Evangelisch-reformierte Kirche in Nordwestdeutschland).

## Leben
Hollweg war ein Sohn des Kaufmanns Karl Hollweg, der in Mönchengladbach im Westen Nordrhein−Westfalens tätig war. Er besuchte von 1889 bis 1893 die Volksschule und von 1893 bis 1902 das Gymnasium. Ab 1902 studierte er evangelische Theologie in Bonn und Halle. 1907 wurde er in Bonn zum Dr. phil. promoviert, 1919 erwarb er den Grad des Lic. theol. Nach dem Vikariat in Elberfeld bei Wuppertal wurde er 1909 Pastor der evangelisch-reformierten Gemeinde in Gildehaus, das zu Bad Bentheim gehört. 1924 wurde er Vorsitzender des Bezirkskirchentags für die Gemeinden des Kreises Grafschaft Bentheim, das ganz im Westen Niedersachsens an der Grenze zu den Niederlanden liegt.
1925 war er noch bei der Wahl zum Kirchenpräsidenten gegen Johann Ditzen unterlegen. Nach dem Tod Gerhard Cöpers (1865–1927) wurde er im November 1927 für zwölf Jahre zum Landessuperintendenten gewählt. 1939 wurde er wiedergewählt und zugleich Präsident des Landeskirchenrates. Im Kirchenkampf vertrat Hollweg eine neutrale Position zwischen den NS-Behörden und der Bekennenden Kirche. Darum wurde er nach 1945 von Friedrich Middendorff zum Rücktritt aufgefordert, ließ sich aber von der Synode 1946 das Vertrauen aussprechen. 1951 bei der Wiederwahl gegen den Gegenkandidaten Walter Herrenbrück senior unterlegen, trat er in den Ruhestand. Er veröffentlichte einige hoch angesehene Beiträge zur reformierten Kirchengeschichte, insbesondere zum Heidelberger Katechismus, zur Predigtliteratur und zu den evangelischen Gesangbüchern.
Sein Bruder Karl Eduard Hollweg (1886–1971) war der Gründungsdirektor der Pädagogischen Akademie Oldenburg 1945 bis 1947.

## Auszeichnungen
- Ehrendoktor der Theologischen Fakultät der Universität Gießen (1929).

## Schriften (Auswahl)
- Dr. Georg Hessler, Ein kaiserlicher Diplomat und römischer Kardinal des 15. Jahrhunderts, Hinrichs, Leipzig 1907; Legare Street Press, 2023, ISBN 978-1-021-55328-7.
- Geschichte der evangelischen Gesangbücher vom Niederrhein vom 16. bis 18. Jahrhundert, Bertelsmann, Gütersloh 1921, 1922, 1923 und Olms, Hildesheim 1971, ISBN 3-487-53021-X.[3]
- Heinrich Bullingers Hausbuch. Eine Untersuchung über die Anfänge der reformierten Predigtliteratur, Neukirchener Verlag, Neukirchen-Vluyn 1956.
- Neue Untersuchungen zur Geschichte und Lehre des Heidelberger Katechismus. Erste Folge, in: Beiträge zur Geschichte und Lehre der Reformierten Kirche, Band 13, Neukirchener Verlag, Neukirchen-Vluyn 1961.
- Der Augsburger Reichstag von 1566 und seine Bedeutung für die Entstehung der Reformierten Kirche und ihres Bekenntnisses, in: Paul Jacobs, Walter Kreck, Gottfried Wilhelm Locher und Otto Heinrich Weber: Beiträge zur Geschichte und Lehre der Reformierten Kirche, Band 17, Neukirchener Verlag, Neukirchen-Vluyn 1964.
- Neue Untersuchungen zur Geschichte und Lehre des Heidelberger Katechismus. Zweite Folge, in: Beiträge zur Geschichte und Lehre der Reformierten Kirche, Band 28, Neukirchener Verlag, Neukirchen-Vluyn 1968.
- Die Geschichte des älteren Pietismus in den reformierten Gemeinden Ostfrieslands. Von ihren Anfängen bis zur großen Erweckungsbewegung (um 1650–1750), Band LVII, in: Abhandlungen und Vorträge zur Geschichte Ostfrieslands, Schuster, Leer/Aurich 1978.